# Тошківська селищна рада
Тошківська селищна рада — орган місцевого самоврядування у Попаснянському районі Луганської області. Адміністративний центр — селище міського типу Тошківка.

## Загальні відомості
- Територія ради: 10,611 км²
- Населення: 5108 осіб (станом на 2001 рік)
- Територією ради протікає річка Біленька

## Історія
7 жовтня 2014 року Верховна Рада України змінила межі Попаснянського району Луганської області, збільшивши територію району у тому числі за рахунок передачі 913,00 гектара земель Тошківської селищної ради Первомайської міської ради (в тому числі територію селища міського типу Тошківка).

## Населені пункти
Селищній раді підпорядковані населені пункти:
- смт Тошківка

## Склад ради
Рада складається з 20 депутатів та голови.
- Голова ради: Трет'як Анатолій Васильович
- Секретар ради: Губай Ніна Василівна

### Керівний склад попередніх скликань
| ПІБ                            | Основні відомості                                                        | Дата обрання | Дата звільнення |
| ------------------------------ | ------------------------------------------------------------------------ | ------------ | --------------- |
| Козиряцький Юрій Олександрович | Селищний голова, 1948 року народження, безпартійний                      | 26.03.2006   | 31.10.2010      |
| Трет'як Анатолій Васильович    | Селищний голова, 1940 року народження, освіта вища, член Партії регіонів | 31.10.2010   |                 |

Примітка: таблиця складена за даними джерела

### Депутати
За результатами місцевих виборів 2010 року депутатами ради стали:

#### За суб'єктами висування
| Суб'єкт висування           | Кількість обраних депутатів | %  |
| --------------------------- | --------------------------- | -- |
| Партія регіонів             | 14                          | 70 |
| Комуністична партія України | 3                           | 15 |
| Самовисування               | 3                           | 15 |

#### За округами
| № округу                    | Прізвище, ім'я, по батькові    | Дата визнання обраним | Освіта                    | Партійна приналежність            | Відомості про обраного депутата                                            |
| --------------------------- | ------------------------------ | --------------------- | ------------------------- | --------------------------------- | -------------------------------------------------------------------------- |
| Комуністична партія України |                                |                       |                           |                                   |                                                                            |
| 13                          | Ногін Василь Дмитрович         | 05.11.2010            | Освіта середня            | член Комуністичної партії України | пенсіонер                                                                  |
| 15                          | Сінікова Людмила Федорівна     | 05.11.2010            | Освіта середня            | член Комуністичної партії України | пенсіонер                                                                  |
| 16                          | Сало В'ячеслав Федорович       | 05.11.2010            | Освіта середня            | член Комуністичної партії України | пенсіонер                                                                  |
| Партія регіонів             |                                |                       |                           |                                   |                                                                            |
| 1                           | Меренкова Валентина Василівна  | 05.11.2010            | Освіта середня            | член Партії регіонів              | пенсіонер                                                                  |
| 2                           | Хрипун Галина Тимофіївна       | 05.11.2010            | Освіта середня            | член Партії регіонів              | ВП шахта «Тошківська» ДП «Первомайськвугілля», телефоністка                |
| 3                           | Черняк Олексій Григорович      | 05.11.2010            | Освіта вища               | член Партії регіонів              | ВП шахта «Тошківська» ДП «Первомайськвугілля», гірничий робітник           |
| 5                           | Ченцова Тетяна Григорівна      | 05.11.2010            | Освіта вища               | член Партії регіонів              | ТОВ «Луганськвода», контролер                                              |
| 6                           | Губай Ніна Василівна           | 05.11.2010            | Освіта вища               | член Партії регіонів              | Загальноосвітня школа № 23, вчитель                                        |
| 7                           | Моїсеєв Олександр Михайлович   | 05.11.2010            | Освіта середня            | член Партії регіонів              | Нижнєнський психоневрологічний інтернат, кухар                             |
| 8                           | Лєпшеєв Павло Васильович       | 05.11.2010            | Освіта середня            | член Партії регіонів              | ТОВ «Лутара», механік                                                      |
| 10                          | Коваленко Ірина Іванівна       | 05.11.2010            | Освіта вища               | член Партії регіонів              | ВП шахта «Тошківська» ДП «Первомайськвугілля», начальник планового відділу |
| 11                          | Назарова Валентина Григорівна  | 05.11.2010            | Освіта середня            | член Партії регіонів              | тимчасово не працює                                                        |
| 12                          | Токарева Любов Анатоліївна     | 05.11.2010            | Освіта середня            | член Партії регіонів              | тимчасово не працює                                                        |
| 14                          | Шавель Ольга Іванвна           | 05.11.2010            | Освіта середня            | член Партії регіонів              | ВП шахта «Тошківська» ДП «Первомайськвугілля», моторист                    |
| 17                          | Бєжанова Тетяна Вікторівна     | 05.11.2010            | Освіта середня            | член Партії регіонів              | тимчасово не працює                                                        |
| 18                          | Прокопчук Валентина Григорівна | 05.11.2010            | Освіта середня спеціальна | член Партії регіонів              | Аптека «Криниця», фармацевт                                                |
| 20                          | Краснобока Тетяна Василівна    | 05.11.2010            | Освіта середня            | член Партії регіонів              | тимчасово не працює                                                        |
| Самовисування               |                                |                       |                           |                                   |                                                                            |
| 4                           | Згурська Ольга Василівна       | 05.11.2010            | Освіта середня            | позапартійна                      | пенсіонер                                                                  |
| 9                           | Леонова Олена Яковлівна        | 05.11.2010            | Освіта середня спеціальна | позапартійна                      | ВП шахта «Тошківська» ДП «Первомайськвугілля», МПУ                         |
| 19                          | Ключка Володимир Віталійович   | 05.11.2010            | Освіта середня спеціальна | позапартійний                     | пенсіонер                                                                  |